# Warwick-on-Eden
Warwick-on-Eden eller Warwick är en ort i civil parish Wetheral i grevskapet Cumbria i England. Orten är belägen 6 km från Carlisle. Warwick var en civil parish fram till 1934 när blev den en del av Wetheral. Parish hade 269 invånare år 1931.